# Tasmanske Hav
Det Tasmanske hav er navnet på farvandet der ligger mellem Australien og New Zealand og er en del af det sydlige Stillehav. Der er cirka 2000 kilometer mellem de to lande, og der cirka 2800 km fra nord til syd
37°S 162°Ø / 37°S 162°Ø